# Bavlna Giza
Giza je egyptská bavlna vypěstovaná křížením různých odrůd bavlníku Gossypium barbadense.

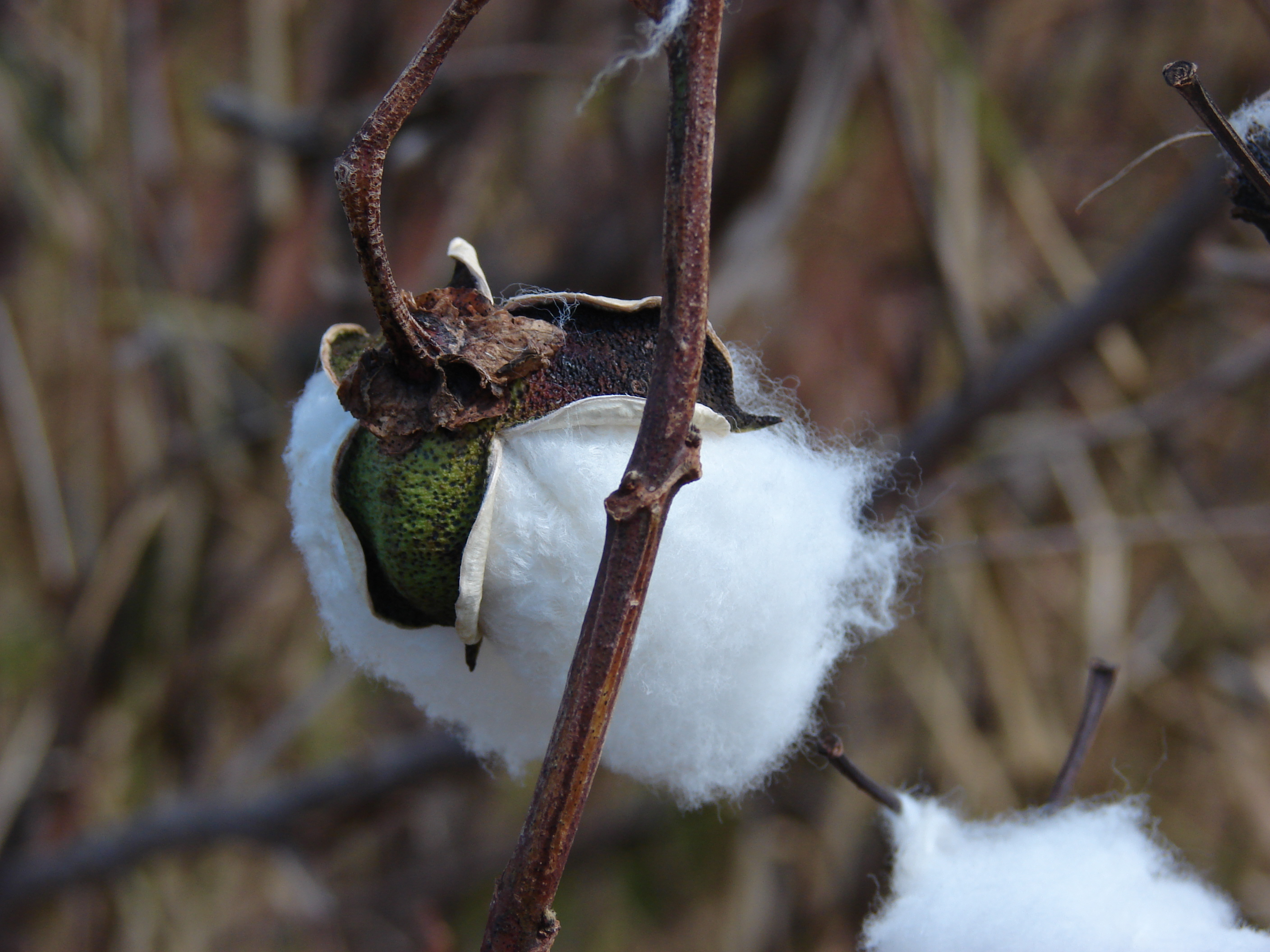
Tobolka bavlníku Gossypium barbadense

## Z historie
Za začátek systematického pěstování bavlny v Egyptě je považován rok 1825, kdy došlo ke křížení americké Sea Island s egyptským stromovým bavlníkem Jumel. V roce 1860 byla vypěstována Ashmouni, první druh na bázi Gossypium barbadense a z následujících druhů Sakel a Karnak vznikla v roce 1922 Giza jako kříženec z Ashmouni a Sakel. Jméno Giza (např. v roce 1950 s podílem na sklizni 30 %) se pak používalo pro všechny další křížence, takže v 21. století zůstala v Egyptě Giza jako jediný systematicky pěstovaný druh bavlny, jejíž odrůdy se rozlišují chronologicky přiřazeným číslem (poslední známý kříženec je Giza 96). Starší druhy, jako Ashmouni, Karnak  nebo Menoufi , v roce 1950 s podílem 70 % na egyptských bavlnách, se objevují na trhu jen sporadicky v nepatrných množstvích.

## Vlastnosti
V roce 2012 se v úředních statistikách o prodeji udávaly 2 odrůdy Gizy se staplovou délkou nad 35 mm (ELS) a 3 odrůdy s délkou cca 28–35 mm (LS). Vedle fyzikálních vlastností uvedených v tabulce se Giza vyznačuje žlutavou až krémovou barvou, hedvábným leskem, vysokou stejnoměrností v délce a pevnosti vláken, tažností 5-6 %, nízkým obsahem nečistot 3,5-5 % (ruční sklizeň)..
| Vlastnosti:       | G45      | G70       | G88       | G86       | G90  | G96                    |
| ----------------- | -------- | --------- | --------- | --------- | ---- | ---------------------- |
| Stapl. délka (mm) | 36,0     | 35,1      | 35,4      | 32,4      | 28,7 | 36,5                   |
| Jemnost (dtex)    | 1,18     | 1,65      | 1,61      | 1,73      | 1,57 | 1,54                   |
| Pevnost (g/tex)   | 44,3     | 44,1      | 45,1      | 43,9      | 34,0 | 42,5                   |
| Původ (křížení)   | G28 x G7 | G59 x G51 | G77 x G45 | G75 x G81 | ?    | (G84/G70 x G51b) x S62 |

Giza 96 byla vyvinuta v období 2018 / 2019 (S62 je odrůda bavlny Pima)
Nejkvalitnější bavlna Giza 45 se ve výrobní statistice neuvádí. Podle italského odběratele této suroviny obnášel v roce 2013 podíl na celkové egyptské sklizni 0,4% .

## Sklizeň egyptské bavlny
Podle oficiální statistiky bylo v období 2011/2012 sklizeno 185 224 tun, z toho:
| Vyzrněná bavlna (lint) | t / rok | kg / ha |
| ---------------------- | ------- | ------- |
| Giza 88                | 37 000  | 900     |
| Giza 92                | 310     | 750     |
| Bavlna ELS             | 37 310  | 899     |
| Giza 86                | 131 202 | 830     |
| Giza 80                | 4 685   | 800     |
| Giza 90                | 12 027  | 800     |
| Bavlna LS              | 147 914 | 827     |
| Giza celkem            | 185 224 | 842     |

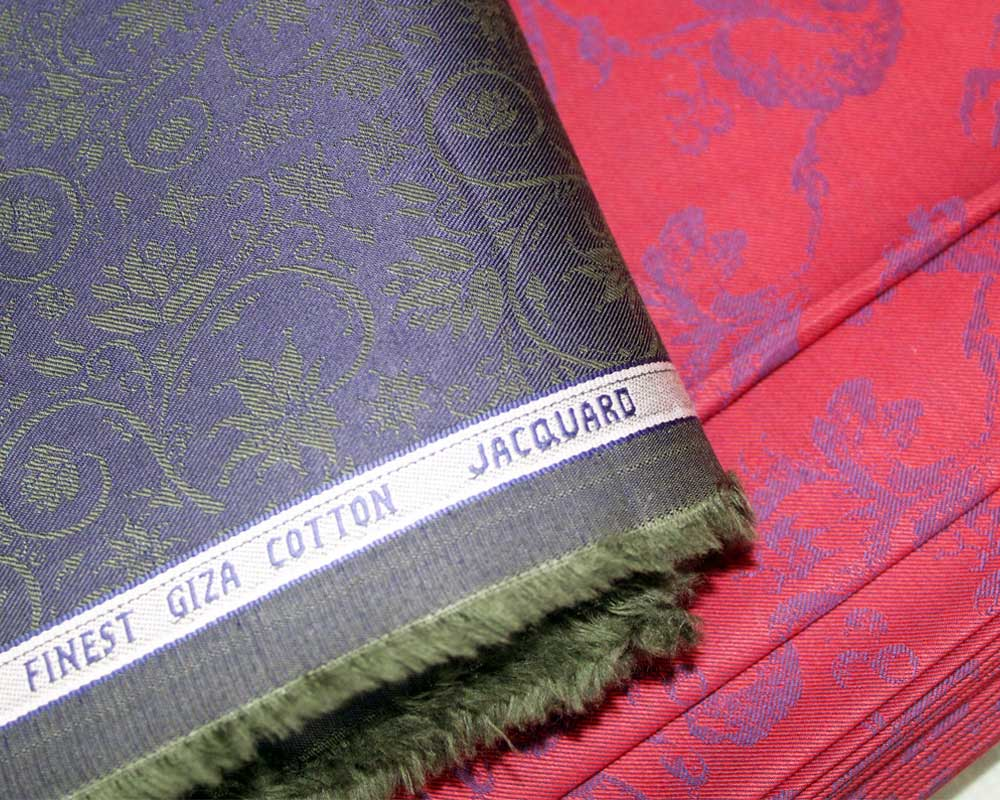
Žakárové tkaniny z bavlny giza (Indie 2018)

Giza se staplovou délkou nad 35 mm (Extra Long Staple, ELS) se podílí na celosvětové sklizni těchto druhů bavlny cca 7 %.
V říjnu 2019 dosáhla na burze v Brémách cena Gizy 88 2,47 €/kg, srovnatelná bavlna Pima (z USA) 2,65 €/kg.

## Použití
V 1. dekádě 21. století patřily k největším odběratelům Gizy přádelny v Indii, Itálii a Jižní Koreji (cca 40 % podílu na exportu).
Nejjemnější Giza se dá vypřádat až do jemnosti 5 tex . Příze, převážně česané, se používají především na dražší košiloviny,
lůžkoviny, froté apod.